# Rhaphidorrhynchium symbolax
Rhaphidorrhynchium symbolax är en bladmossart som beskrevs av Brotherus 1925. Rhaphidorrhynchium symbolax ingår i släktet Rhaphidorrhynchium och familjen Sematophyllaceae. Inga underarter finns listade i Catalogue of Life.